# Nossa Senhora das Graças
Nossa Senhora das Graças ist ein brasilianisches Munizip im Bundesstaat Paraná. Es hat 3669 Einwohner (2022), die sich Gracenser nennen. Seine Fläche beträgt 186 km². Es liegt 484 Meter über dem Meeresspiegel.

## Etymologie
Der Name wurde zu Ehren der Mutter Gottes gewählt, die in Brasilien auch unter dem Namen Nossa Senhora das Graças (deutsch: Unsere Liebe Frau der Gnaden) verehrt wird.

## Geschichte

### Besiedlung
Die Kolonisierung begann mit der Anmeldung der ersten Pioniere im Jahr 1948. Die Siedlung wuchs rasch, so dass sie schon 1951 zum Distrikt erhoben wurde.

### Erhebung zum Munizip
Nossa Senhora das Graças wurde durch das Staatsgesetz Nr. 4245 vom 25. Juli 1960 aus Colorado und Guaraci ausgegliedert und zum Munizip erhoben. Es wurde am 1. Dezember 1960 als Munizip installiert.

## Geografie

### Fläche und Lage
Nossa Senhora das Graças liegt auf dem Terceiro Planalto Paranaense (der Dritten oder Guarapuava-Hochebene von Paraná) auf 22° 54′ 50″ südlicher Breite und 51° 47′ 38″ westlicher Länge. Seine Fläche beträgt 186 km². Es liegt auf einer Höhe von 484 Metern.

### Vegetation
Das Biom von Nossa Senhora das Graças ist Mata Atlântica.

### Klima
In Nossa Senhora das Graças herrscht tropisches Klima. Über die meiste Zeit im Jahr gibt es viel Niederschlag und nur wenige Trockenperioden. Die Klimaklassifikation nach Köppen und Geiger lautet Am. Im Jahresdurchschnitt liegt die Temperatur bei 22,7 °C. Innerhalb eines Jahres gibt es 1419 mm Niederschlag.

### Gewässer
Der Rio Bandeirantes do Norte, ein linker Nebenfluss des Pirapó, bildet die südliche Grenze des Munizips. Im Munizip entspringt auch der Ribeirão Santo Inácio, der nach Norden direkt zum Paranapanema fließt.

### Straßen
Nossa Senhora das Graças liegt an der PR-317, die im Süden nach Maringá und im Norden an den Paranapanema bei Santo Inácio führt.

### Nachbarmunizipien
|          | Santo Inácio                                | Cafeara |
| Colorado | Kompassrose, die auf Nachbargemeinden zeigt | Guaraci |
|          | Santa Fé                                    |         |

## Stadtverwaltung
Bürgermeister: Clodoaldo Aparecido Rigieri, PSD (2021–2024)
Vizebürgermeisterin: Maria José Pelizer Pedroso (2021–2024)

## Demografie

### Bevölkerungsentwicklung
| Jahr | Einwohner | Stadt | Land |
| ---- | --------- | ----- | ---- |
| 1970 | 6.288     | 23 %  | 77 % |
| 1980 | 4.266     | 37 %  | 63 % |
| 1991 | 3.480     | 64 %  | 36 % |
| 2000 | 3.833     | 74 %  | 26 % |
| 2010 | 3.836     | 83 %  | 17 % |
| 2021 | 3.669     |       |      |

Quelle: IBGE (2011) und Volkszählung 2022

### Ethnische Zusammensetzung
| Gruppe * | 1991    | 2000    | 2010    | wer sich als …                                                                   |
| --- | ------- | ------- | ------- | -------------------------------------------------------------------------------- |
| Weiße | 58,9 %  | 67,1 %  | 50,2 %  | weiß bezeichnet                                                                  |
| Schwarze | 5,2 %   | 2,4 %   | 2,1 %   | schwarz bezeichnet                                                               |
| Gelbe | 0,2 %   | 0,3 %   | 0,2 %   | von fernöstlicher Herkunft wie japanisch, chinesisch, koreanisch etc. bezeichnet |
| Braune | 35,3 %  | 30,2 %  | 47,5 %  | braun oder als Mischung aus mehreren Gruppen bezeichnet                          |
| Indigene | 0,0 %   | 0,0 %   | 0,0 %   | Ureinwohner oder Indio bezeichnet                                                |
| ohne Angabe | 0,4 %   | 0,0 %   | 0,0 %   |                                                                                  |
| Gesamt | 100,0 % | 100,0 % | 100,0 % |                                                                                  |
| *) Das IBGE verwendet für Volkszählungen ausschließlich diese fünf Gruppen. Es verzichtet bewusst auf Erläuterungen. Die Zugehörigkeit wird vom Einwohner selbst festgelegt. |         |         |         |                                                                                  |

Quelle: IBGE (Stand: 1991, 2000 und 2010)